# زیباترین زوج جهان
زیباترین زوج جهان (ایتالیایی: La più bella coppia del mondo) یک فیلم موزیکال کمدی به کارگردانی کامیلو ماستروچینکوئه است که در سال ۱۹۶۸ منتشر شد.

## بازیگران
- والتر کیاری
- پائولو کواترینی
- آلدو جوفره
- جانی آگوس
- خوزه گرچی
- پینو کاروسو
- ریتا پاوونه
- پتی پراو
- دینو
- نیکولا دی باری
- ماسیمو رانیری
- آدریانو چلنتانو
- فرانچسکو موله
- الیو پاندولفی
- بابی سولو
- مارگارت رُزه کایل